# Churtja
Churtja (georgiska: ხურჩა) är ett vattendrag i Georgien. Det ligger i regionen Abchazien, i den västra delen av landet, 270 km väster om huvudstaden Tbilisi.